# Incontri ufficiali della nazionale maschile di calcio del Kosovo
Di seguito la cronologia completa delle partite della Nazionale di calcio del Kosovo, suddivisa in incontri ufficiali (dalla data del riconoscimento da parte di FIFA e UEFA) ed incontri non ufficiali

## Incontri ufficiali
| Cronologia completa degli incontri della nazionale ― Kosovo | Cronologia completa degli incontri della nazionale ― Kosovo | Cronologia completa degli incontri della nazionale ― Kosovo | Cronologia completa degli incontri della nazionale ― Kosovo | Cronologia completa degli incontri della nazionale ― Kosovo | Cronologia completa degli incontri della nazionale ― Kosovo | Cronologia completa degli incontri della nazionale ― Kosovo           | Cronologia completa degli incontri della nazionale ― Kosovo |
| Data                                                        | Città                                                       | In casa                                                     | Risultato                                                   | Ospiti                                                      | Competizione                                                | Reti                                                                  | Note                                                        |
| ----------------------------------------------------------- | ----------------------------------------------------------- | ----------------------------------------------------------- | ----------------------------------------------------------- | ----------------------------------------------------------- | ----------------------------------------------------------- | --------------------------------------------------------------------- | ----------------------------------------------------------- |
| 3-6-2016                                                    | Francoforte sul Meno                                        | Kosovo                                                      | 2 – 0                                                       | Fær Øer                                                     | Amichevole                                                  | Albert Bunjaku Elbasan Rashani                                        | [ 1 ]                                                       |
| 5-9-2016                                                    | Turku                                                       | Finlandia                                                   | 1 – 1                                                       | Kosovo                                                      | Qual. Mondiali 2018                                         | Valon Berisha                                                         | [ 2 ]                                                       |
| 6-10-2016                                                   | Scutari                                                     | Kosovo                                                      | 0 – 6                                                       | Croazia                                                     | Qual. Mondiali 2018                                         | -                                                                     | [ 3 ]                                                       |
| 9-10-2016                                                   | Cracovia                                                    | Ucraina                                                     | 3 – 0                                                       | Kosovo                                                      | Qual. Mondiali 2018                                         | -                                                                     |                                                             |
| 12-11-2016                                                  | Adalia                                                      | Turchia                                                     | 2 – 0                                                       | Kosovo                                                      | Qual. Mondiali 2018                                         | -                                                                     |                                                             |
| 24-3-2017                                                   | Scutari                                                     | Kosovo                                                      | 1 – 2                                                       | Islanda                                                     | Qual. Mondiali 2018                                         | Atdhe Nuhiu                                                           |                                                             |
| 11-6-2017                                                   | Scutari                                                     | Kosovo                                                      | 1 – 4                                                       | Turchia                                                     | Qual. Mondiali 2018                                         | Amir Rrahmani                                                         |                                                             |
| 2-9-2017                                                    | Zagabria                                                    | Croazia                                                     | 1 – 0                                                       | Kosovo                                                      | Qual. Mondiali 2018                                         | -                                                                     |                                                             |
| 5-9-2017                                                    | Scutari                                                     | Kosovo                                                      | 0 – 1                                                       | Finlandia                                                   | Qual. Mondiali 2018                                         | -                                                                     |                                                             |
| 6-10-2017                                                   | Scutari                                                     | Kosovo                                                      | 0 – 2                                                       | Ucraina                                                     | Qual. Mondiali 2018                                         | -                                                                     |                                                             |
| 9-10-2017                                                   | Reykjavík                                                   | Islanda                                                     | 2 – 0                                                       | Kosovo                                                      | Qual. Mondiali 2018                                         | -                                                                     |                                                             |
| 13-11-2017                                                  | Kosovska Mitrovica                                          | Kosovo                                                      | 4 – 3                                                       | Lettonia                                                    | Amichevole                                                  | Amir Rrahmani Vedat Muriqi Elbasan Rashani Besar Halimi               |                                                             |
| 24-3-2018                                                   | Franconville                                                | Madagascar                                                  | 0 – 1                                                       | Kosovo                                                      | Amichevole                                                  | Edon Zhegrova                                                         |                                                             |
| 27-3-2018                                                   | Franconville                                                | Burkina Faso                                                | 0 – 2                                                       | Kosovo                                                      | Amichevole                                                  | Vedat Muriqi Leart Paqarada                                           |                                                             |
| 29-5-2018                                                   | Zurigo                                                      | Albania                                                     | 0 – 3                                                       | Kosovo                                                      | Amichevole                                                  | 2 Arbër Zeneli Edon Zhegrova                                          |                                                             |
| 7-9-2018                                                    | Baku                                                        | Azerbaigian                                                 | 0 – 0                                                       | Kosovo                                                      | UEFA Nations League 2018-2019 - 1º turno                    | -                                                                     |                                                             |
| 10-9-2018                                                   | Pristina                                                    | Kosovo                                                      | 2 – 0                                                       | Fær Øer                                                     | UEFA Nations League 2018-2019 - 1º turno                    | Arbër Zeneli Atdhe Nuhiu                                              | [ 4 ]                                                       |
| 11-10-2018                                                  | Pristina                                                    | Kosovo                                                      | 3 – 1                                                       | Malta                                                       | UEFA Nations League 2018-2019 - 1º turno                    | 2 Benjamin Kololli Vedat Muriqi                                       |                                                             |
| 14-10-2018                                                  | Tórshavn                                                    | Fær Øer                                                     | 1 – 1                                                       | Kosovo                                                      | UEFA Nations League 2018-2019 - 1º turno                    | Milot Rashica                                                         |                                                             |
| 17-11-2018                                                  | Attard                                                      | Malta                                                       | 0 – 5                                                       | Kosovo                                                      | UEFA Nations League 2018-2019 - 1º turno                    | Vedat Muriqi Benjamin Kololli 2 Donis Avdijaj Milot Rashica           |                                                             |
| 20-11-2018                                                  | Pristina                                                    | Kosovo                                                      | 4 – 0                                                       | Azerbaigian                                                 | UEFA Nations League 2018-2019 - 1º turno                    | 3 Arbër Zeneli Amir Rrahmani                                          |                                                             |
| 21-3-2019                                                   | Pristina                                                    | Kosovo                                                      | 2 – 2                                                       | Danimarca                                                   | Amichevole                                                  | Amir Rrahmani Bersant Celina                                          |                                                             |
| 25-3-2019                                                   | Pristina                                                    | Kosovo                                                      | 1 – 1                                                       | Bulgaria                                                    | Qual. Euro 2020                                             | Arbër Zeneli                                                          |                                                             |
| 7-6-2019                                                    | Podgorica                                                   | Montenegro                                                  | 1 – 1                                                       | Kosovo                                                      | Qual. Euro 2020                                             | Milot Rashica                                                         |                                                             |
| 10-6-2019                                                   | Sofia                                                       | Bulgaria                                                    | 2 – 3                                                       | Kosovo                                                      | Qual. Euro 2020                                             | Milot Rashica Vedat Muriqi Elbasan Rashani                            |                                                             |
| 7-9-2019                                                    | Pristina                                                    | Kosovo                                                      | 2 – 1                                                       | Rep. Ceca                                                   | Qual. Euro 2020                                             | Vedat Muriqi Mërgim Vojvoda                                           |                                                             |
| 10-9-2019                                                   | Southampton                                                 | Inghilterra                                                 | 5 – 3                                                       | Kosovo                                                      | Qual. Euro 2020                                             | 2 Valon Berisha Vedat Muriqi                                          |                                                             |
| 10-10-2019                                                  | Pristina                                                    | Kosovo                                                      | 1 – 0                                                       | Gibilterra                                                  | Amichevole                                                  | Florent Hasani                                                        |                                                             |
| 14-10-2019                                                  | Pristina                                                    | Kosovo                                                      | 2 – 0                                                       | Montenegro                                                  | Qual. Euro 2020                                             | Amir Rrahmani Vedat Muriqi                                            |                                                             |
| 14-11-2019                                                  | Plzeň                                                       | Rep. Ceca                                                   | 2 – 1                                                       | Kosovo                                                      | Qual. Euro 2020                                             | Atdhe Nuhiu                                                           |                                                             |
| 17-11-2019                                                  | Pristina                                                    | Kosovo                                                      | 0 – 4                                                       | Inghilterra                                                 | Qual. Euro 2020                                             | -                                                                     |                                                             |
| 12-1-2020                                                   | Doha                                                        | Svezia                                                      | 1 – 0                                                       | Kosovo                                                      | Amichevole                                                  | -                                                                     |                                                             |
| 3-9-2020                                                    | Parma                                                       | Moldavia                                                    | 1 – 1                                                       | Kosovo                                                      | UEFA Nations League 2020-2021 - 1º turno                    | Benjamin Kololli                                                      |                                                             |
| 6-9-2020                                                    | Pristina                                                    | Kosovo                                                      | 1 – 2                                                       | Grecia                                                      | UEFA Nations League 2020-2021 - 1º turno                    | Bernard Berisha                                                       |                                                             |
| 8-10-2020                                                   | Skopje                                                      | Macedonia del Nord                                          | 2 – 1                                                       | Kosovo                                                      | Qual. Euro 2020                                             | Florent Hadergjonaj                                                   | [ 5 ]                                                       |
| 11-10-2020                                                  | Pristina                                                    | Kosovo                                                      | 0 – 1                                                       | Slovenia                                                    | UEFA Nations League 2020-2021 - 1º turno                    | -                                                                     |                                                             |
| 14-10-2020                                                  | Amarousio                                                   | Grecia                                                      | 0 – 0                                                       | Kosovo                                                      | UEFA Nations League 2020-2021 - 1º turno                    | -                                                                     |                                                             |
| 11-11-2020                                                  | Elbasan                                                     | Albania                                                     | 2 – 1                                                       | Kosovo                                                      | Amichevole                                                  | Vedat Muriqi                                                          |                                                             |
| 15-11-2020                                                  | Lubiana                                                     | Slovenia                                                    | 2 – 1                                                       | Kosovo                                                      | UEFA Nations League 2020-2021 - 1º turno                    | Vedat Muriqi                                                          |                                                             |
| 18-11-2020                                                  | Pristina                                                    | Kosovo                                                      | 1 – 0                                                       | Moldavia                                                    | UEFA Nations League 2020-2021 - 1º turno                    | Lirim Kastrati                                                        |                                                             |
| 24-3-2021                                                   | Pristina                                                    | Kosovo                                                      | 4 – 0                                                       | Lituania                                                    | Amichevole                                                  | 2 Arbër Zeneli Vedat Muriqi Besar Halimi                              |                                                             |
| 28-3-2021                                                   | Pristina                                                    | Kosovo                                                      | 0 – 3                                                       | Svezia                                                      | Qual. Mondiali 2022                                         | -                                                                     |                                                             |
| 31-3-2021                                                   | Siviglia                                                    | Spagna                                                      | 3 – 1                                                       | Kosovo                                                      | Qual. Mondiali 2022                                         | Besar Halimi                                                          |                                                             |
| 1-6-2021                                                    | Pristina                                                    | Kosovo                                                      | 4 – 1                                                       | San Marino                                                  | Amichevole                                                  | 4 Vedat Muriqi                                                        |                                                             |
| 4-6-2021                                                    | Klagenfurt                                                  | Kosovo                                                      | 2 – 1                                                       | Malta                                                       | Amichevole                                                  | 2 Milot Rashica                                                       |                                                             |
| 8-6-2021                                                    | Manavgat                                                    | Kosovo                                                      | 1 – 2                                                       | Guinea                                                      | Amichevole                                                  | Arb Manaj                                                             |                                                             |
| 11-6-2021                                                   | Adalia                                                      | Kosovo                                                      | 1 – 0                                                       | Gambia                                                      | Amichevole                                                  | Arbër Hoxha                                                           |                                                             |
| 2-9-2021                                                    | Batumi                                                      | Georgia                                                     | 0 – 1                                                       | Kosovo                                                      | Qual. Mondiali 2022                                         | Vedat Muriqi                                                          | [ 6 ]                                                       |
| 5-9-2021                                                    | Pristina                                                    | Kosovo                                                      | 1 – 1                                                       | Grecia                                                      | Qual. Mondiali 2022                                         | Vedat Muriqi                                                          |                                                             |
| 8-9-2021                                                    | Pristina                                                    | Kosovo                                                      | 0 – 2                                                       | Spagna                                                      | Qual. Mondiali 2022                                         | -                                                                     | [ 7 ]                                                       |
| 9-10-2021                                                   | Solna                                                       | Svezia                                                      | 3 – 0                                                       | Kosovo                                                      | Qual. Mondiali 2022                                         | -                                                                     |                                                             |
| 12-10-2021                                                  | Pristina                                                    | Kosovo                                                      | 1 – 2                                                       | Georgia                                                     | Qual. Mondiali 2022                                         | Vedat Muriqi                                                          |                                                             |
| 10-11-2021                                                  | Pristina                                                    | Kosovo                                                      | 0 – 2                                                       | Giordania                                                   | Amichevole                                                  | -                                                                     |                                                             |
| 14-11-2021                                                  | Amarousio                                                   | Grecia                                                      | 1 – 1                                                       | Kosovo                                                      | Qual. Mondiali 2022                                         | Amir Rrahmani                                                         |                                                             |
| 24-3-2022                                                   | Pristina                                                    | Kosovo                                                      | 5 – 0                                                       | Burkina Faso                                                | Amichevole                                                  | Fidan Aliti Astrit Selmani Mërgim Vojvoda Milot Rashica Toni Domgjoni |                                                             |
| 29-3-2022                                                   | Zurigo                                                      | Svizzera                                                    | 1 – 1                                                       | Kosovo                                                      | Amichevole                                                  | Milot Rashica                                                         |                                                             |
| 2-6-2022                                                    | Larnaca                                                     | Cipro                                                       | 0 – 2                                                       | Kosovo                                                      | UEFA Nations League 2022-2023 - 1º turno                    | Valon Berisha Edon Zhegrova                                           |                                                             |
| 5-6-2022                                                    | Pristina                                                    | Kosovo                                                      | 0 – 1                                                       | Grecia                                                      | UEFA Nations League 2022-2023 - 1º turno                    | -                                                                     |                                                             |
| 9-6-2022                                                    | Pristina                                                    | Kosovo                                                      | 3 – 2                                                       | Irlanda del Nord                                            | UEFA Nations League 2022-2023 - 1º turno                    | 2 Vedat Muriqi Zymer Bytyqi                                           |                                                             |
| 12-6-2022                                                   | Volo                                                        | Grecia                                                      | 2 – 0                                                       | Kosovo                                                      | UEFA Nations League 2022-2023 - 1º turno                    | -                                                                     |                                                             |
| 24-9-2022                                                   | Belfast                                                     | Irlanda del Nord                                            | 2 – 1                                                       | Kosovo                                                      | UEFA Nations League 2022-2023 - 1º turno                    | Vedat Muriqi                                                          |                                                             |
| 27-9-2022                                                   | Pristina                                                    | Kosovo                                                      | 5 – 1                                                       | Cipro                                                       | UEFA Nations League 2022-2023 - 1º turno                    | 2 Vedat Muriqi Florent Muslija Donat Rrudhani Elbasan Rashani         |                                                             |
| 16-11-2022                                                  | Pristina                                                    | Kosovo                                                      | 2 – 2                                                       | Armenia                                                     | Amichevole                                                  | Lirim Kastrati Donat Rrudhani                                         |                                                             |
| 19-11-2022                                                  | Pristina                                                    | Kosovo                                                      | 1 – 1                                                       | Fær Øer                                                     | Amichevole                                                  | Uran Bislimi                                                          |                                                             |
| 25-03-2023                                                  | Tel Aviv                                                    | Israele                                                     | 1 – 1                                                       | Kosovo                                                      | Qual. Euro 2024                                             | autorete                                                              |                                                             |
| 28-03-2023                                                  | Pristina                                                    | Kosovo                                                      | 1 – 1                                                       | Andorra                                                     | Qual. Euro 2024                                             | Edon Zhegrova                                                         |                                                             |
| 16-06-2023                                                  | Pristina                                                    | Kosovo                                                      | 0 – 0                                                       | Romania                                                     | Qual. Euro 2024                                             | -                                                                     |                                                             |
| 19-06-2023                                                  | Budapest                                                    | Bielorussia                                                 | 2 – 1                                                       | Kosovo                                                      | Qual. Euro 2024                                             | Vedat Muriqi                                                          |                                                             |
| 9-9-2023                                                    | Pristina                                                    | Kosovo                                                      | 2 – 2                                                       | Svizzera                                                    | Qual. Euro 2024                                             | 2 Vedat Muriqi                                                        |                                                             |
| 12-09-2023                                                  | Bucarest                                                    | Romania                                                     | 2 – 0                                                       | Kosovo                                                      | Qual. Euro 2024                                             | -                                                                     |                                                             |
| 12-10-2023                                                  | Andorra la Vella                                            | Andorra                                                     | 0 – 3                                                       | Kosovo                                                      | Qual. Euro 2024                                             | 2 Milot Rashica Altin Zeqiri                                          |                                                             |
| 12-11-2023                                                  | Pristina                                                    | Kosovo                                                      | 1 – 0                                                       | Israele                                                     | Qual. Euro 2024                                             | Milot Rashica                                                         |                                                             |
| 18-11-2023                                                  | Basilea                                                     | Svizzera                                                    | 1 – 1                                                       | Kosovo                                                      | Qual. Euro 2024                                             | Muhamet Hyseni                                                        |                                                             |
| 21-11-2023                                                  | Pristina                                                    | Kosovo                                                      | 0 – 1                                                       | Bielorussia                                                 | Qual. Euro 2024                                             | -                                                                     |                                                             |
| 22-03-2024                                                  | Erevan                                                      | Armenia                                                     | 0 – 1                                                       | Kosovo                                                      | Amichevole                                                  | Milot Rashica                                                         | [ 8 ]                                                       |
| 26-03-2024                                                  | Budapest                                                    | Ungheria                                                    | 2 – 0                                                       | Kosovo                                                      | Amichevole                                                  | -                                                                     |                                                             |
| 05-06-2024                                                  | Oslo                                                        | Norvegia                                                    | 3 – 0                                                       | Kosovo                                                      | Amichevole                                                  | -                                                                     |                                                             |
| 06-09-2024                                                  | Pristina                                                    | Kosovo                                                      | 0 – 3                                                       | Romania                                                     | UEFA Nations League 2024-2025 - 1º turno                    | -                                                                     |                                                             |
| 09-09-2024                                                  | Larnaca                                                     | Cipro                                                       | 0 – 4                                                       | Kosovo                                                      | UEFA Nations League 2024-2025 - 1º turno                    | 2 Vedat Muriqi Albion Rrahmani Lumbardh Dellova                       |                                                             |
| 12-10-2024                                                  | Kaunas                                                      | Lituania                                                    | 1 – 2                                                       | Kosovo                                                      | UEFA Nations League 2024-2025 - 1º turno                    | Edon Zhegrova Ermal Krasniqi                                          |                                                             |
| 15-10-2024                                                  | Pristina                                                    | Kosovo                                                      | 3 – 0                                                       | Cipro                                                       | UEFA Nations League 2024-2025 - 1º turno                    | Amir Rrahmani Ermal Krasniqi Emir Sahiti                              |                                                             |
| 15-11-2024                                                  | Bucarest                                                    | Romania                                                     | 3 – 0                                                       | Kosovo                                                      | UEFA Nations League 2024-2025 - 1º turno                    | a tavolino                                                            | [ 9 ]                                                       |
| 18-11-2024                                                  | Pristina                                                    | Kosovo                                                      | 1 – 0                                                       | Lituania                                                    | UEFA Nations League 2024-2025 - 1º turno                    | Muharrem Jashari                                                      |                                                             |
| 20-03-2025                                                  | Pristina                                                    | Kosovo                                                      | 2 – 1                                                       | Islanda                                                     | UEFA Nations League 2024-2025 - Play-Off                    | Lumbardh Dellova Elvis Rexhbeçaj                                      |                                                             |
| 23-03-2025                                                  | Murcia                                                      | Islanda                                                     | 1 – 3                                                       | Kosovo                                                      | UEFA Nations League 2024-2025 - Play-Off                    | 3 Vedat Muriqi                                                        | [ 10 ]                                                      |
| 06-06-2025                                                  | Pristina                                                    | Kosovo                                                      | 5 – 2                                                       | Armenia                                                     | Amichevole                                                  | Lumbardh Dellova Mërgim Vojvoda Lindon Emërllahu 2 Albion Rrahmani    |                                                             |
| 09-06-2025                                                  | Pristina                                                    | Kosovo                                                      | 4 – 2                                                       | Comore                                                      | Amichevole                                                  | 3 Albion Rrahmani Fisnik Asllani                                      |                                                             |
| Totale                                                      |                                                             | Presenze                                                    | 87                                                          |                                                             | Reti                                                        | 124                                                                   |                                                             |

## Incontri non ufficiali
Di seguito sono riportati gli incontri disputati dalla selezione kosovara, prima di essere riconosciuta da UEFA e FIFA nel maggio 2016

| Cronologia completa delle presenze e delle reti in nazionale ― Kosovo | Cronologia completa delle presenze e delle reti in nazionale ― Kosovo | Cronologia completa delle presenze e delle reti in nazionale ― Kosovo | Cronologia completa delle presenze e delle reti in nazionale ― Kosovo | Cronologia completa delle presenze e delle reti in nazionale ― Kosovo | Cronologia completa delle presenze e delle reti in nazionale ― Kosovo | Cronologia completa delle presenze e delle reti in nazionale ― Kosovo | Cronologia completa delle presenze e delle reti in nazionale ― Kosovo |
| Data                                                                  | Città                                                                 | In casa                                                               | Risultato                                                             | Ospiti                                                                | Competizione                                                          | Reti                                                                  | Note                                                                  |
| --------------------------------------------------------------------- | --------------------------------------------------------------------- | --------------------------------------------------------------------- | --------------------------------------------------------------------- | --------------------------------------------------------------------- | --------------------------------------------------------------------- | --------------------------------------------------------------------- | --------------------------------------------------------------------- |
| 5-3-2014                                                              | Kosovska Mitrovica                                                    | Kosovo                                                                | 0 – 0                                                                 | Haiti                                                                 | Amichevole                                                            | -                                                                     | [ 11 ]                                                                |
| 21-5-2014                                                             | Kosovska Mitrovica                                                    | Kosovo                                                                | 1 – 6                                                                 | Turchia                                                               | Amichevole                                                            | Albert Bunjaku                                                        |                                                                       |
| 25-5-2014                                                             | Carouge                                                               | Senegal                                                               | 3 – 1                                                                 | Kosovo                                                                | Amichevole                                                            | Albert Bunjaku                                                        |                                                                       |
| 7-9-2014                                                              | Pristina                                                              | Kosovo                                                                | 1 – 0                                                                 | Oman                                                                  | Amichevole                                                            | Imran Bunjaku                                                         |                                                                       |
| 10-8-2015                                                             | Pristina                                                              | Kosovo                                                                | 2 – 0                                                                 | Guinea Equatoriale                                                    | Amichevole                                                            | 2 Mërgim Brahimi                                                      |                                                                       |
| 13-11-2015                                                            | Pristina                                                              | Kosovo                                                                | 2 – 2                                                                 | Albania                                                               | Amichevole                                                            | Bersant Celina Elbasan Rashani                                        |                                                                       |
| Totale                                                                |                                                                       | Presenze                                                              | 6                                                                     |                                                                       | Reti                                                                  | 7                                                                     |                                                                       |